# Nathalie Natiembé
Nathalie Natiembé est une chanteuse réunionnaise de maloya. Marquée par Alain Peters et Danyèl Waro, elle a enrichi son style musical avec des influences de la chanson française (Édith Piaf, Charles Trenet), de musiques africaines et de musiques de l'océan Indien. 
En 2005, son disque Sankèr remporte la récompense "Choc du Monde de la Musique". Entre tradition et modernité, l'album est réalisé par Yann Costa (membre du groupe Zong) qui lui apporte une touche électronique discrète et subtile. On y entend également l'accordéoniste malgache Régis Gizavo, les percussionnistes Sami Pageaux, Jean Amémoutou et le percussionniste mauricien Lélou Menwar, spécialiste de la ravanne.
L'année 2009 marque la sortie de l'album Karma, réalisé en collaboration avec les musiciens de Bumcello, à savoir Vincent Ségal et Cyril Atef.
Nathalie Natiembé chante régulièrement au festival des musiques du monde Sakifo, créé en 2004.
L'album Bonbon Zetwal sort en octobre 2013. Il marque un léger changement de style, Nathalie Natiembé s'essayant à une world musique planante flirtant avec les années 1970.

## Discographie
- 2002 :Margoz, Discorama.
- 2005 :Sankèr, Marabi.
- 2009 :Karma, Sakifo Records.
- 2013 :Bonbon Zetwal.